# Dormir contigo
«Dormir contigo» es una canción escrita por el cantautor y músico mexicano Armando Manzanero e interpretada y producida por el artista mexicano Luis Miguel, incluida en su 13°. Amarte es un placer (1999). La canción es una balada en la que el protagonista expresa la alegría de acostarse con su pareja. Fue lanzado como el tercer sencillo del álbum el 22 de noviembre de 1999 por la compañía discográfica WEA Latina. La canción alcanzó el número 11 en la lista Billboard Hot Latin Tracks y el número dos en la lista Billboard Latin Pop Airplay en los Estados Unidos de Norteamérica.
«Dormir contigo» recibió críticas positivas de los críticos de música que lo consideran una de las mejores canciones del álbum. Manzanero recibió un premio BMI Latin Award por la canción en 2000. Se lanzó un vídeo musical promocional para «Dormir contigo» y presenta a Miguel interpretando la canción en vivo durante la primera etapa de su gira Amarte es un placer en 1999, dirigido por Mick Anger.

## Listas
| Lista (2000)                       | Máxima posición |
| ---------------------------------- | --------------- |
| Estados Unidos (Hot Latin Songs)   | 11              |
| Estados Unidos (Latin Pop Airplay) | 2               |